# マンフレート・フォン・クラリー＝アルトリンゲン
マンフレート・グラーフ（伯爵）・フォン・クラリー＝アルトリンゲン（Manfred Alexander Robert Johann Adalbert Graf von Clary-Aldringen, 1852年5月30日 - 1928年2月12日）は、オーストリア＝ハンガリー帝国の貴族、政治家。シュタイアーマルク州総督を長く務め、短期間ながらオーストリア（ツィスライタニエン）首相（在任：1899年）であった。

## 生涯
ボヘミアの上級貴族クラリー＝アルトリンゲン侯爵家の当主であるエドムント（1813年 - 1894年）の三男として生まれた。兄のジークフリートも二重帝国の外交官である。また母方の祖父はオーストリア帝国宰相のカール・ルートヴィヒ・フォン・フィッケルモント伯爵、玄祖父はロシア帝国元帥のミハイル・クトゥーゾフ公爵である。1884年4月26日、クロアチア貴族のペヤチェヴィチ伯爵夫人フランツィスカ（1859年 - 1938年）と結婚し、間に4人の子女をもうけた。
ウィーン大学で法学を学び、1877年に官僚となり、1888年にウィーナー・ノイシュタット地区の区長となった。1896年2月22日にオーストリア領シュレージエンの総督に任命され、オーストリア帝冠領における民族主義的対立の悪化の影響で辞任に追い込まれるまで、同職にあった。1898年より1918年まで、二重帝国最後のシュタイアーマルク州総督を務めた。また、終身のオーストリア貴族院議員であった。
1899年の10月2日から12月21日のあいだ、クラリー＝アルトリンゲンは総督としての職務を中断してツィスライタニエンの首相の地位を帯びた。また同時に農業大臣を兼任している。2か月ほどの首相在職期間は、帝国議会における絶えまない議事妨害への対応に追われた。ドイツ民族主義派の議員たちが1899年までバデーニ言語令の撤回を要求して、チェコ人議員たちと激しく対立しており、クラリー首相は1899年10月14日についにバデーニ言語令を撤回した。クラリー内閣は完全に官僚だけで構成された内閣で、言語令を撤回する役目が終わればすぐに解散されることになっていた。
シュタイアーマルク州総督としてのクラリーは行政機関の近代化に貢献し、州の非常時のための基金を創設し、州における結核の根絶に成功し、第1次世界大戦中はツィスライタニエンの赤十字社総裁の職にあった。